# Burg Heimerzheim
Burg Heimerzheim ist eine Wasserburg am südlichen Rand von Heimerzheim im nordrhein-westfälischen Rhein-Sieg-Kreis. Sie verkörpert den Typ der zweiteiligen Burganlage und gehört mit zu den besterhaltenen des Swisttals. Bestehend aus einer Vorburg und dem Haupthaus ist sie umgeben von breiten Weihern.

## Geschichte
Gegründet wurde die Burg spätestens Mitte des 13. Jahrhunderts von den Herren von Heimerzheim. Das ritterliche Geschlecht hatte sie bis in das Jahr 1324 in seinem Besitz, als die Burg durch Verkauf des Ritters Wennemar von Heimerzheim an den Deutschen Ritterorden Sitz einer Kommende wurde.
In den folgenden Jahrhunderten wechselte sie mehrmals ihre adeligen Besitzer, bis sie schließlich im 18. Jahrhundert in den Besitz der Familie des kurkölnischen Ministers Graf Caspar Anton von Belderbusch gelangte. Durch die Heirat der Josephine von Belderbusch mit ihrem Cousin Freiherr Karl von Boeselager geriet Heimerzheim mit dem benachbarten Kloster Schillingscapellen bis heute in den Besitz der Familie Boeselager, ursprünglich aus der Magdeburger Börde stammend.
Die Widerstandskämpfer Georg und Philipp Freiherr von Boeselager, die am Attentat vom 20. Juli 1944 auf Adolf Hitler beteiligt waren, stammen von Burg Heimerzheim.

## Heutige Nutzung
Die ursprüngliche Nutzung wurde im Wesentlichen aufgegeben und der Wohnsitz der Familie von Boeselager nach Schillingscapellen verlegt. Die Burg wird heute kommerziell genutzt und bietet Räumlichkeiten für Trauungen, Übernachtungen und Feiern. Der Rote Salon in der Hauptburg wird u. a. als Standesamt genutzt. Besichtigungen der Burg sind nach Absprache mit dem Eigentümer möglich. Durch das Hochwasser in West- und Mitteleuropa 2021 entstanden an der überschwemmten Anlage erhebliche Schäden, die allmählich behoben werden.